# Judith Roitman
Pour les articles homonymes, voir Roitman.
Judith (« Judy ») Roitman, née le 12 novembre 1945 à New York, est mathématicienne, poète, professeure de zen et professeure émérite de mathématiques américaine à l'université du Kansas. Elle s'intéresse particulièrement aux questions en lien avec la théorie des ensembles, la topologie, l'algèbre booléenne et l'enseignement des mathématiques. Elle est présidente de l'Association for Women in Mathematics en 1979-1981.

## Biographie
Judith Roitman fait ses études à l'Oberlin College et au Sarah Lawrence College, où elle obtient en 1966 son diplôme de littérature anglaise. Elle s'intéresse à la linguistique informatique, tout en suivant des cours de mathématiques à l'université de Californie à Berkeley et à l'université d'État de San Francisco. En 1969, elle commence des études en mathématiques à Berkeley. Pendant ses études, elle enseigne les mathématiques dans les écoles élémentaires en tant que boursière de l'enseignement communautaire avec le projet SEED (en). 
Judith Roitman obtient son doctorat de mathématiques en 1974, avec une thèse en topologie soutenue à l'université Berkeley, sous la direction de Robert Solovay. Elle enseigne à Wellesley College pendant trois ans, puis passe un semestre à l'Institute for Advanced Study. Elle effectue le reste de sa carrière à l'université du Kansas dont elle est professeure émérite. 
Son intérêt pour l'enseignement des mathématiques l'amène à animer des ateliers pour les enseignants du primaire et du secondaire, et à réaliser des observations en classe. Elle fait partie du comité du National Council of Teachers of Mathematics qui a produit les recommandations pour l'enseignement des mathématiques publiées sous l'intitulé Principles and Standards for School Mathematics. 
Judith Roitman est active au sein de l'Association for Women in Mathematics dont elle est présidente en 1979-1981.   
Elle est également poète et a publié ses œuvres dans des revues de poésie ainsi que deux recueils. Elle pratique le zen à un niveau professionnel.

## Honneurs et distinctions
En 1996, elle a reçu le prix Louise Hay en reconnaissance de son rôle d'éducatrice en mathématiques. En 2012, elle est devenue membre de l'American Mathematical Society. En 2017, elle est nommée fellow, c'est-à-dire membre d'honneur, de l'Association for Women in Mathematics dans la classe inaugurale.

## Publications

### Publications scientifiques
- (en) Introduction to Modern Set Theory, New York/Chichester/Brisbane etc, Wiley-Interscience, 16 janvier 1990, 156 p. (ISBN 0-471-63519-7, lire en ligne)
- « The Uses of Set Theory », The Mathematical Intelligencer, Springer Verlag, vol. 14, no 1,‎ hiver 1992, p. 63–69 (DOI 10.1007/BF03024144)
- « Beyond the Math Wars » (1999)  (lire en ligne, consulté le 18 janvier 2008) {{PDF}}
— « (ibid.) », dans Contemporary Issues in Mathematics Education, MSRI Publications 36, Cambridge University Press (ISBN 0-521-65255-3), p. 123–134
- Introduction to Modern Set Theory, Revised Edition, Virginia Commonwealth University, 6 décembre 2011, 218 p. (ISBN 978-0-9824062-4-3)

### Œuvre poétique
- Slippage, Potes & Poets Press, 1999, 50 p. (ISBN 0-937013-97-8)
- No Face, First Intensity Press, 1er juillet 2008 (ISBN 978-1-889960-17-3 et 1-889960-17-9)
- Slackline, Hank's Original Loose Gravel Press, 2012
- Furnace Mountain Poems, Omerta, 2013 (lire en ligne)
- Two : (Ghazals), Horse Less Press, 2014 (lire en ligne)
- Ku : a thumb book, Airfoil Press, 2015 (lire en ligne)
- Provisional, Dancing Girl Press, 2018 (lire en ligne)
- Roswell, Theenk Books, 18 octobre 2018, 86 p. (ISBN 978-0-9883891-5-1, lire en ligne)